# Chemex

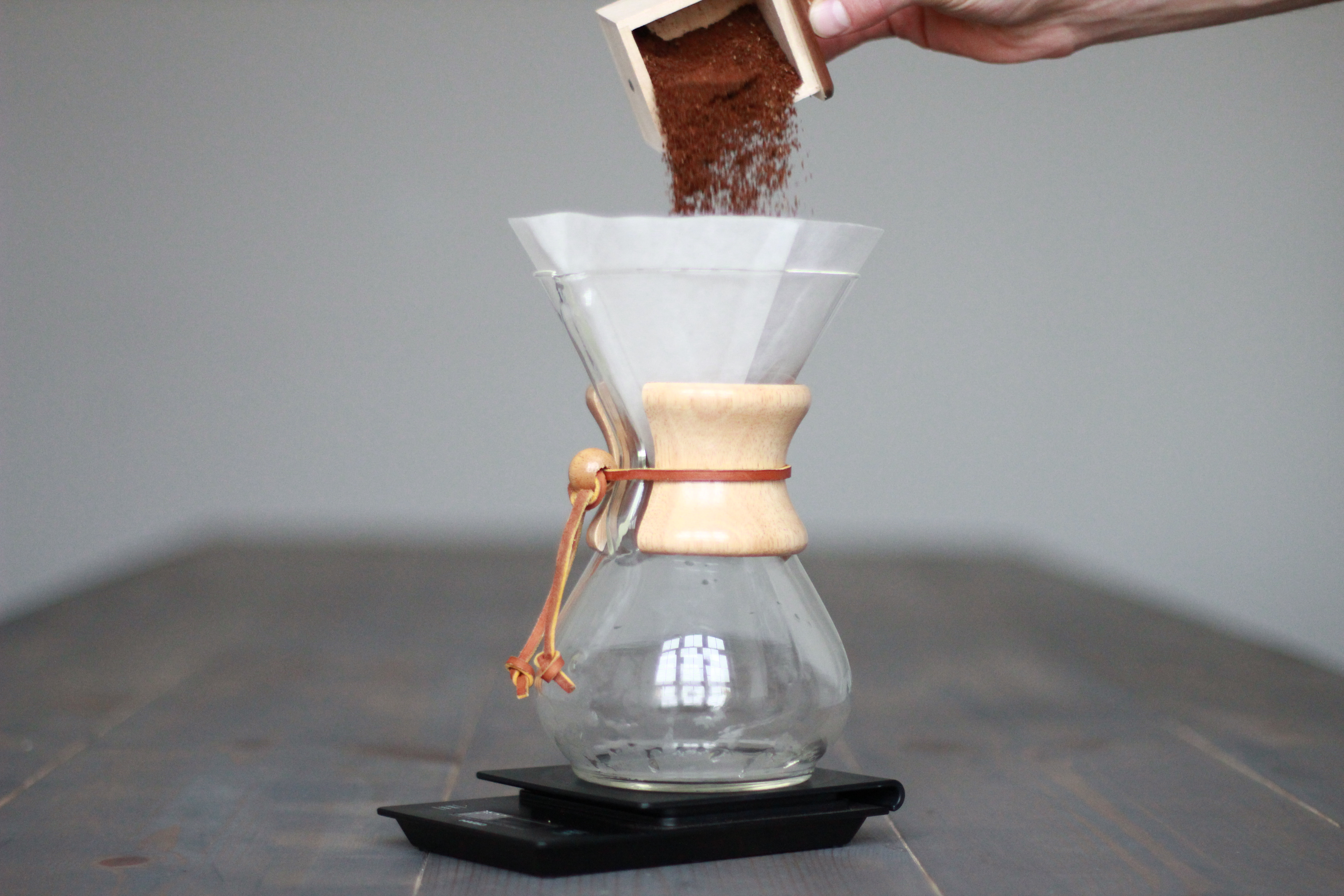
Chemex

Chemex Coffeemaker je jeden z typů skleněné nádoby pro přípravu filtrované kávy, zavedený ve Spojených státech a užívaný zřídka až dodnes.
Vynalezl jej lékař Peter Schlumbohma v roce 1941 a vyráběla jej Chemex Corporation v Chicopee ve státě Massachusetts. Je to dvojkónická baňka, tvarem připomíná přesýpací hodiny. Vkládá se do ní filtrovací papír, silnější než do klasických konvic, Nevýhodou je, že nemá ucho a po nalití vroucí vody se s nádobou špatně manipuluje.
V roce 1958 byl designéry z Illinois Institute of Technology označen za „jeden z nejlépe navržených předmětů moderní doby“, a je také zahrnut ve sbírce Muzea moderního umění v New Yorku. V téže době byl tento tvar vytlačen z trhu novým designem varného skla.